# Goudtetra
De goudtetra (Hemigrammus rodwayi) is een straalvinnige vissensoort uit de familie van de karperzalmen (Characidae). De wetenschappelijke naam van de soort is voor het eerst geldig gepubliceerd in 1909 door Durbin.
Het verspreidingsgebied omvat Guyana, Suriname, Frans Guiana, Brazilië en Peru. Het is een vis van traagstromende rivieren, zijriviertjes en overstroomde vlaktes. Hij komt aan de kust ook in enigszins brak water voor

## Goudkleur
In het wild gevangen exemplaren hebben vaak een spectaculaire metallieke goudglans, terwijl nagekweekte exemplaren een zilvergrijze kleur vertonen. De reden daarvoor is dat de vis in het wild vaak blootgesteld wordt aan parasitaire zuigwormen die zijn huid aantasten. Als reactie daarop scheidt de vis guanine af in zijn huid en dit veroorzaakt de goudglans.
De vis is sinds1930 bekend in de aquaristiek.

## Beeldgalerij

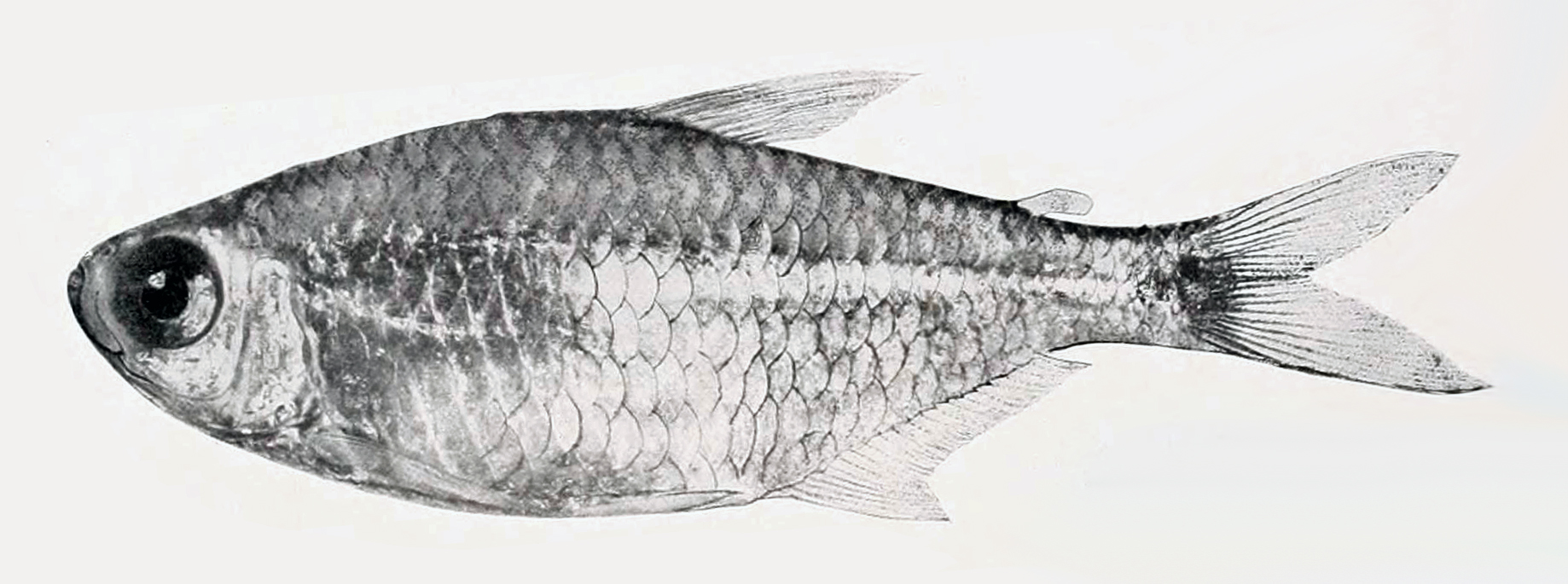